# Ashtrays and Heartbreaks
«Ashtrays and Heartbreaks» —en español: «Ceniceros y desamores»— es una canción interpreta por el cantante estadounidense Snoop Lion junto a Miley Cyrus, incluida en el álbum de estudio del cantante, Reincarnated (2013). Compuesta por Lion, Andrew Hershey, Angela Hunte, Thomas Pentz y Ariel Rechtshaid, y producida por este último, Major Lazer y Dre Skull, fue publicada el 4 de abril de 2013 como el primer sencillo del disco, por las compañías discográficas Berhane Sound System, Vice Records, Mad Decent y RCA.

## Lanzamiento
El 4 de abril de 2013, «Ashtrays and Heartbreaks», con la colaboración de la cantante Miley Cyrus, se puso a la venta a través de la descarga digital como el primer sencillo del álbum de estudio de Snoop Lion, Reincarnated. Impactó en la radio estadounidense Rhythmic contemporary el 29 de abril de 2013.

## Vídeo musical
PR Brown dirigió el vídeo musical de «Ashtrays and Heartbreaks», mientras que Grant Jue lo produjo. Fue filmado en la ciudad de Los Ángeles y se estrenó el 30 de mayo de 2013 en el canal oficial de Snoop Lion en VEVO. Este proyecta imágenes de Lion y Cyrus en cristales y ventanas de la ciudad. Jon Blistein de Rolling Stone afirmó que el vídeo refleja «una ciudad de dolor, violencia y soledad», sin embargo también proyecta «algunos brillantes momentos de esperanza, incluyendo a una niña saltando la cuerda, una pareja reconciliándose y un anciano disfrutando de la pequeña alegría de alimentar a las palomas en el parque». En el vídeo también se puede apreciar una pequeña participación del coproductor de la canción, Diplo.

## Posicionamiento en listas
| País (Lista 2013)                     | Mejor posición |
| ------------------------------------- | -------------- |
| Bélgica (Ultratop 50) (Flandes)       | 51             |
| Bélgica (Ultratop 40) (Valonia)       | 20             |
| Estados Unidos (Reggae Digital Songs) | 1              |

## Historial de lanzamientos
| País           | Fecha              | Formato          | Discográfica |
| -------------- | ------------------ | ---------------- | ------------ |
| Canadá         | 4 de abril de 2013 | Descarga digital | RCA Records  |
| Reino Unido    | 4 de abril de 2013 | Descarga digital | RCA Records  |
| Estados Unidos | 4 de abril de 2013 | Descarga digital | RCA Records  |

## Créditos y personal
- Composición: Andrew Hershey, Angela Hunte, Ariel Rechtshaid, Calvin Broadus y Thomas Pentz.
- Voz: Snoop Lion y Miley Cyrus.
- Voz adicional: Angela Hunte.
- Producción: Ariel Rechtshaid, Major Lazer y Dre Skull.
- Mezcla: Rich Costey.
- Ingeniería: Ariel Rechtshaid.
- Ingeniería (Pro Tools): Chris Kasych.
- Ingeniería (asistente de Pro Tools): Bo Hill.
- Órgano Hammond y piano: Mike Bolger.
- Percusión: Stewart Copeland.

Fuente: Discogs.